# Submarine (2010)
Submarine ist ein Dramedyfilm aus dem Jahr 2010. Er wurde von Richard Ayoade nach dem gleichnamigen Roman (2008) von Joe Dunthorne adaptiert. Submarine ist Ayoades Regiedebüt. In den Hauptrollen sind Craig Roberts, Yasmin Paige, Sally Hawkins und Paddy Considine zu sehen.

## Handlung
Der Film spielt im walisischen Swansea und zeichnet das Porträt des 15-jährigen Oliver Tate an der Grenze zum Erwachsensein. Die Geschichte kombiniert Illusion und Erkenntnis, Weltlichkeit und kindische Unschuld bis hin zu Herzbrechen und einem positiven Ergebnis.
Oliver glaubt, er sei cool und ein dichterisches Genie. In Wirklichkeit ist er jedoch sozial unangepasst und bei seinen Mitschülern nur mäßig beliebt. Es gelingt ihm aber, das Herz der gleichaltrigen Jordana zu erobern. Nachdem er mit ihr zwei glückliche Wochen erlebt hat, verlieren sie gemeinsam ihre Jungfräulichkeit. Das Glück der beiden wird allerdings durch beidseitige Probleme im Elternhaus auf die Probe gestellt; Jordanas Mutter leidet unter einem Hirntumor und könnte in absehbarer Zeit sterben, während Olivers Mutter Jill ihren Kontakt zu ihrem Exfreund Graham verstärkt. Dieser tritt vor Publikum als „Prisma“ auf, erzählt, er habe übernatürliche Fähigkeiten.
Als dieser sich von seiner Freundin trennt, ist Oliver fest davon überzeugt, dass Jill seinen Vater Lloyd betrügt. In die gleiche Zeit fällt eine wichtige Operation an Jordanas Mutter, die dabei ihr Leben verlieren könnte. Der Besuchstermin vor der Operation, bei dem sich Jordana wünscht, dass Oliver erscheint, fällt auf den gleichen Abend wie ein Auftritt Grahams, zu dem auch Lloyd eingeladen wurde.
Anstatt mit ihren Frauen verbringen die beiden Männer den Abend aber gemeinsam daheim. Gleichzeitig plant Oliver, Jordanas Hund zu vergiften, weil der Tod des Haustiers auf den Schmerz durch den möglichen Tod der Mutter vorbereiten soll. Das ist allerdings nicht mehr nötig, der Hund wird kurze Zeit später von einem Zug überfahren.
Aufgrund der Erkenntnisse aus dem Gespräch mit seinem Vater fälscht Oliver einen Liebesbrief Lloyds an Jill, der sie zum Sex mit Lloyd animieren soll. Daraufhin flieht Jill aus dem Haus, um sich mit Graham am Strand zu treffen. Da es sich um den Silvesterabend handelt, ist das gesamte Dorf am Strand versammelt, in diesem Wissen folgt Oliver ihnen. Dort angekommen, sieht er die beiden Richtung Minivan rennen, gleichzeitig aber den bettelnden Blick Jordanas. Er entscheidet sich, seiner Mutter zu folgen und sieht die beiden auf die Ladefläche eines Lieferwagens steigen. Nachdem Oliver eine Flasche gegen die verschlossene Tür geworfen hat, betrinkt er sich und nimmt Tabletten, um anschließend in Grahams Wohnung einzubrechen. Dort uriniert er auf dessen Kassettensammlung und zündet den Bettbezug an, anschließend versteckt er sich unter einer Decke. Graham glaubt, seine Exfreundin Kim-Lin habe gewütet, als er allerdings Oliver findet, bringt er ihn zurück zu seinen Eltern.
Als Oliver am nächsten Morgen erwacht, stellt er fest, dass seine Eltern über den Betrug gesprochen haben und zur Zeit gemeinsam glücklich sind. Gleichzeitig erreicht ihn ein Brief Jordanas, die darin mit ihm Schluss macht und davon spricht, einen neuen Freund zu haben. Später, in der Schule, verfasst Oliver eine Liste mit Gründen, sich nicht umzubringen. Einer lautete, dass er, wenn er tot ist, Jordana nie wieder sehen würde. Weil der Zettel von einem seiner Mitschüler entrissen wird, wird Oliver vom Lehrer gezwungen, ihn vor der Klasse vorzulesen. Nach einem klärenden Gespräch mit dem Lehrer möchte Oliver auch mit Jordana sprechen, diese weist ihn aber ab. Anschließend redet Jordana nicht mehr mit ihm und verbringt ihre Zeit mit ihrem neuen Freund. Im Epilog treffen Jordana und Oliver am Strand aufeinander, wo sich Oliver für das Vorgefallene entschuldigt. Dort erfährt Oliver auch, dass Jordanas Mutter die Operation überlebt hat. Am Ende laufen beide aufs offene Meer hinaus und lachen sich an.

## Synchronisation
| Rolle         | Darsteller      | Synchronsprecher   |
| ------------- | --------------- | ------------------ |
| Oliver Tate   | Craig Roberts   | Tim Schwarzmaier   |
| Jordana Bevan | Yasmin Paige    | Malika Bayerwaltes |
| Jill Tate     | Sally Hawkins   | Claudia Lössl      |
| Lloyd Tate    | Noah Taylor     | Jacques Breuer     |
| Graham Purvis | Paddy Considine | Pascal Breuer      |

## Produktion
Der Film wurde von Warp Films und Film4 Productions produziert. Die Dreharbeiten begannen am 26. Oktober 2009 und endeten im Dezember. Andrew Hewitt komponierte die Filmmusik und der Musiker Alex Turner der britischen Band Arctic Monkeys, steuerte fünf eigens für den Film komponierte Songs bei.

### Casting
Etwa 100 Schauspieler reichten Videovorsprechen für die Rollen von Oliver, Jordana und Chips ein. Michael Sheen und X Factor-Teilnehmerin Lucie Jones sollten zuerst im Film mitspielen, verließen das Projekt jedoch wegen anderer Angebote.

## Veröffentlichung
Die Weltpremiere hatte Submarine beim 35. Toronto International Film Festival im September 2010. Nach anschließenden positiven Kritiken sicherte sich The Weinstein Company die Rechte für eine Nordamerikaveröffentlichung. Der Film lief ebenfalls beim 54. London Film Festival im Oktober 2010 und außerhalb des Wettbewerbs beim 27. Sundance Film Festival im Januar 2011. Submarine wurde ebenfalls, neben 400 weiteren Filmen, bei den Internationalen Filmfestspielen in Berlin im darauf folgenden Monat aufgeführt. Er erschien am 18. März im Vereinigten Königreich und am 3. Juni in den Vereinigten Staaten in den Kinos. Die DVD und die Blu-ray Disc erschienen am 1. August 2011 im Vereinigten Königreich.

## Musik
Der Soundtrack zum Film wurde von Alex Turner, Frontmann und Gitarrist der Arctic Monkeys, geschrieben. Es ist seine erste Veröffentlichung als Solokünstler.

### Titelliste
1. Stuck on the Puzzle (intro) – 0:54
2. Hiding Tonight – 3:07
3. Glass in the Park – 4:00
4. It’s Hard to Get Around the Wind – 4:08
5. Stuck on the Puzzle – 3:32
6. Piledriver Waltz – 3:25

## Trivia
In der Szene, in der Oliver sich wünscht, sein Leben wäre wie eine amerikanische Seifenoper, ist im Fernseher kurz der Schauspieler Ben Stiller als Seifenopern-Darsteller zu sehen.

## Kritiken
Der Film erhielt sehr gute Kritiken. So zählte die Internetseite Rotten Tomatoes von 156 gewerteten professionellen Kritiken 137 positive, was einem Anteil von 88 % entspricht. Auch vom breiten Publikum wurde der Film sehr gut aufgenommen, denn gleichzeitig werteten 82 % von über 25.000 Usern den Film positiv. Dies wiederum wird von der Internet Movie Database, einer weiteren Plattform, auf der normale User ihre Filmkritiken abgeben können, bestätigt, denn dort gaben über 90.000 Zuschauer dem Film im Durchschnitt gute 7,3 von 10 möglichen Punkten.

„Vielleicht wirkt Submarine, wie sein Protagonist, ein wenig zu schlau. Seinem Charme schadet das nicht.“